# Powers
Powers es una villa ubicada en el condado de Menominee en el estado estadounidense de Míchigan. En el Censo de 2010 tenía una población de 422 habitantes y una densidad poblacional de 164,08 personas por km².

## Geografía
Powers se encuentra ubicada en las coordenadas 45°41′16″N 87°31′36″O / 45.68778, -87.52667. Según la Oficina del Censo de los Estados Unidos, Powers tiene una superficie total de 2.57 km², de la cual 2.57 km² corresponden a tierra firme y (0%) 0 km² es agua.

## Demografía
Según el censo de 2010, había 422 personas residiendo en Powers. La densidad de población era de 164,08 hab./km². De los 422 habitantes, Powers estaba compuesto por el 98.34% blancos, el 0% eran afroamericanos, el 0.95% eran amerindios, el 0.24% eran asiáticos, el 0% eran isleños del Pacífico, el 0.47% eran de otras razas y el 0% pertenecían a dos o más razas. Del total de la población el 0.95% eran hispanos o latinos de cualquier raza.